# Niels-Klim-Preis
Der Niels-Klim-Preis (dänisch Niels Klim-pris) ist ein dänischer Literaturpreis, der seit 2012 für Werke aus dem Bereich der Science-Fiction mit einer Länge von maximal 40.000 Wörtern verliehen wird. Die Vergabe des Preises erfolgt auf Grundlage einer Abstimmung unter dänischen Lesern von Science-Fiction-Literatur.
Die Organisation liegt in den Händen von Lise Andreasen, Mitglied des Science Fiction Cirklen und Autorin diverser SF-Blogs, die auch die Webseite des Preises betreibt.
Der Name des Preises bezieht sich auf Niels Klim, Hauptfigur des phantastischen Romans Niels Klims unterirdische Reise (1741) von Ludvig Holberg.
Auszeichnungen werden in den folgenden Kategorien vergeben:
- Kurzroman (kortroman): 17.500–39.999 Wörter, dänischsprachiger Autor
- Novelle (langnovelle): 7.500–17.499 Wörter, dänischsprachiger Autor
- Kurzgeschichte (novelle): 1–7.499 Wörter, dänischsprachiger Autor
- Übersetzung (oversat): 1–39.999 Wörter, übersetztes Werk eines nicht-dänischsprachigen Autors

Die Gewinner des Preises erhalten eine von Manfred Christiansen entworfene Trophäe. Anfangs war eine Übersetzung des ausgezeichneten Werkes ins Englische Teil des Preises, dies wurde aber wegen Mangels an Freiwilligen eingestellt.

## Liste der Preisträger
Die Jahreszahlen beziehen sich auf die Preisvergabe. Mehrfachvergabe in einem Jahr wird durch einen trennenden Schrägstrich („/“) angezeigt.
2019
- Kurzroman: Olga Ravn: De ansatte
- Novelle: Gudrun Østergaard: Krinoline og kedsomhed
- Kurzgeschichte: Jakob Drud: Verdensherredømme / Kenneth Krabat: Sortskørt
- Übersetzung: Cory Doctorow: Børnehjemslederen (Clockwork Fagin)

2018
- Kurzroman: nicht vergeben
- Novelle: Carolineskolens 4. Klasse 2016/17: Ogel i fare
- Kurzgeschichte: Chr. Winther: Verdens Rigeste Mand og hans tro tjener Boris
- Übersetzung: nicht vergeben

2017
- Kurzroman: nicht vergeben
- Novelle: Majbrit Høyrup: Slidte dukker
- Kurzgeschichte: Richard Ipsen: Mærk fremtiden
- Übersetzung: Ken MacLeod: Hvem er bange for Wolf 359? (Who's Afraid of Wolf 359?)

2016
- Kurzroman: Ida-Marie Rendtorff: Skyggefolket 1: Månemenneske
- Novelle: Jesper Goll: Postludium
- Kurzgeschichte: A. Silvestri: Itu
- Übersetzung: nicht vergeben

2015
- Kurzroman: A. Silvestri: Live
- Novelle: Glen Stihmøe: Komtessen, opfinderen, direktøren og baronen – og Emma / Paul Calderara Eskekilde: Mui Ne
- Kurzgeschichte: Mikkel H. Carlsen: La Gioconda ved Tidernes Ende
- Übersetzung: Nancy Kress: Tiggere i Spanien (Beggars in Spain)

2014
- Kurzroman: Peter Adolphsen: År 9 efter Loopet
- Novelle: Jesper Goll: Farvel min astronaut
- Kurzgeschichte: Majbrit Høyrup: Mørkets hastighed

2013
- Kurzroman: Lars Ahn Pedersen: Månebase Rødhætte
- Novelle: Jesper Rugård Jensen: Fredag formiddag
- Kurzgeschichte: Richard Ipsen: Jeg husker alt

2012
- Kurzroman: Alastair Reynolds: Skjul (Hideaway) und Minlas blomster (Minla's Flowers)
- Novelle: A. Silvestri: Faderens sønner
- Kurzgeschichte: Lars Ahn Pedersen: En helt almindelig død / Michael Kamp: Homo arachnida